# Croce Rossa del Lesotho
La Società della Croce Rossa del Lesotho è la società nazionale di Croce Rossa del Regno del Lesotho, stato dell'Africa del sud. Conta circa 7350 volontari (nel 2007).

## Denominazione ufficiale
- Lesotho Red Cros Society (LRCS), in lingua inglese, idioma ufficiale del Lesotho, è la lingua utilizzata anche per la corrispondenza estera dell'associazione[1];

## Storia
La LRCS è stata ufficialmente riconosciuta come società nazionale di Croce Rossa con Atto del Parlamento nº31 del 1967.

## Organizzazione
A capo dell'associazione è il re, attualmente Letsie III del Lesotho. 
La sede si trova nella capitale Maseru al nº 23 di Mabile Road.